# Горњи Егри
Горњи Егри (мкд. Горно Егри) су насеље у Северној Македонији, у јужном делу државе. Горњи Егри припадају општини Битољ.

## Географија
Насеље Горњи Егри је смештено у крајње јужном делу Северне Македоније, близу државне границе са Грчком (3 km јужно од насеља). Од најближег већег града, Битоља, насеље је удаљено 20 km југоисточно.
Горњи Егри се налазе у јужном делу Пелагоније, највеће висоравни Северне Македоније. Насељски атар је равничарски, док се даље, ка западу, издиже планина Баба. Источно од села тече Црна Река. Надморска висина насеља је приближно 580 метара.
Клима у насељу је умереноконтинентална.

## Становништво
Горњи Егри су према последњем попису из 2021. године били без становника.
Претежно становништво били су Македонци.
Већинска вероисповест било је православље.